# Lalo (Benín)
Lalo es una comuna beninesa perteneciente al departamento de Kouffo.
En 2013 su población era de 119 926 habitantes, de los cuales 13 451 vivían en el arrondissement de Lalo.
Se ubica unos 20 km al este de Aplahoué.

## Subdivisiones
Comprende los siguientes arrondissements:
- Adoukandji
- Ahondjinnako
- Ahomadégbé
- Banigbé
- Gnizounmè
- Hlassamè
- Lalo
- Lokogba
- Tchito
- Tohou
- Zalli